# Historial franco-allemand du Hartmannswillerkopf

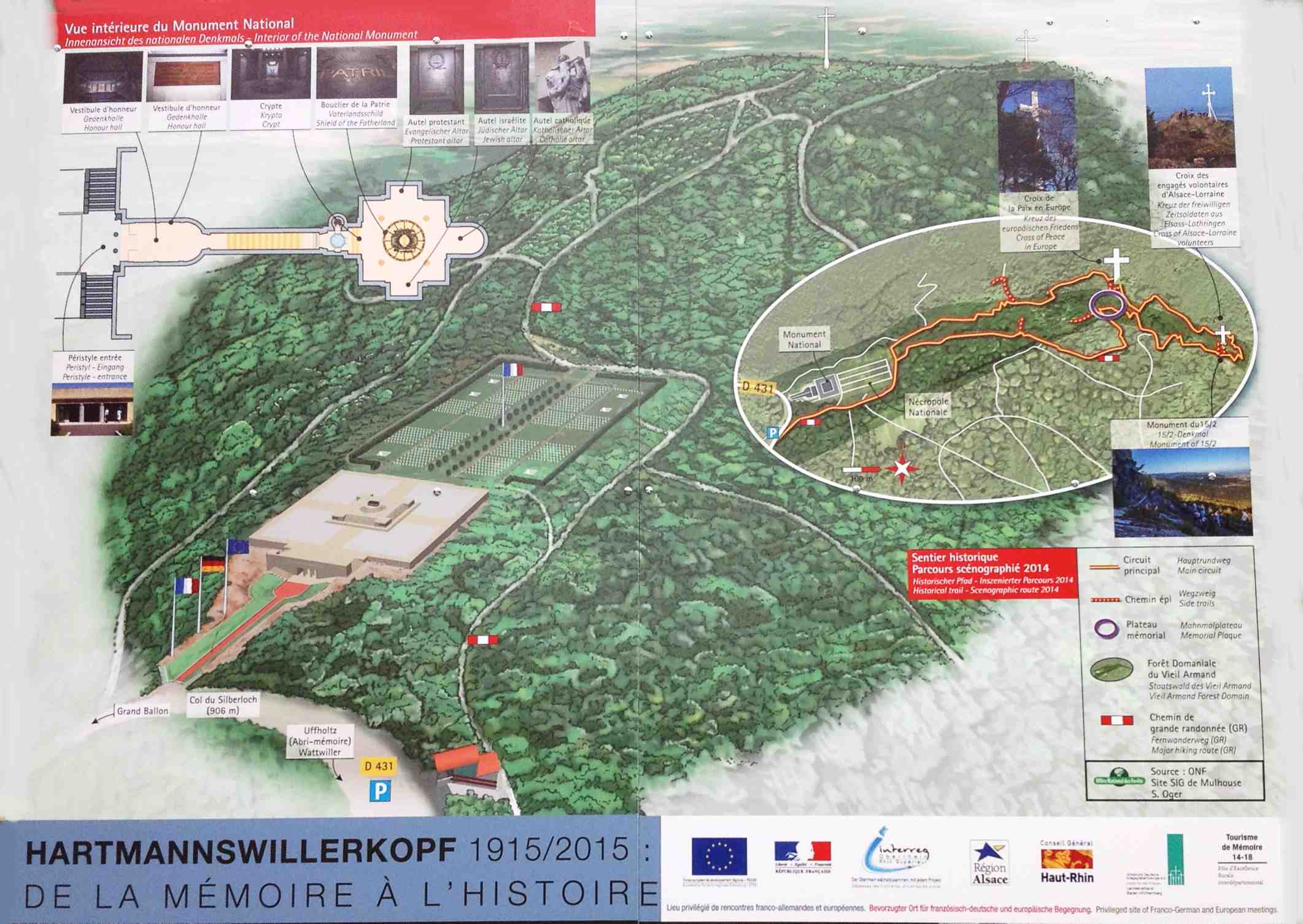
Karte des Hartmannswillerkopfs mit Historial auf einer Informationstafel bei der Gedenkstätte. September 2012

Der Historial franco-allemand du Hartmannswillerkopf ist ein Museum beim Hartmannswillerkopf im Elsass, in dem die Kriegshandlungen im Ersten Weltkrieg in den Vogesen und am Hartmannswillerkopf dargestellt sind. Er beleuchtet das Geschehen unter historischen, pädagogischen, touristischen Aspekten und als Gedenkort. Er gehört zum Ensemble aus Nécropole nationale du Silberloch - Hartmannswillerkopf und der unterirdischen Nécropole nationale du Vieil-Armand (Hartmannswillerkopf) mit der crypte-ossuaire (Krypta mit Beinhaus).
Bundespräsident Joachim Gauck und François Hollande legten den Grundstein für das Historial am 3. August 2014, dem 100. Jahrestag der Kriegserklärung des Deutschen Kaiserreichs an Frankreich.  Damals wurden Tafeln angebracht, die an die deutschen Opfer erinnern, und erstmals wurde auch die deutsche Flagge aufgezogen. Die Erinnerungskultur wandelte sich.

## Lage
Der Historial liegt nordwestlich von Mulhouse und Cernay. Er ist von Cernay über die D 431 zu erreichen. Er liegt nordwestlich von Wattwiller (und in Luftlinie westlich von Hartmannswiller) am Fuße des Hartmannswillerkopfes.

## Ausstellungsbereiche
Im Begrüßungsbereich führt ein Film in die damalige Situation des Reichsland Elsass-Lothringen ein. Im zweiten Bereich wird die Front in den Vogesen auf Texttafeln in Französisch und Deutsch erklärt. Im dritten Bereich wird das Leben und Sterben der Soldaten vermittelt. Zum dritten Bereich gehört auch der Tambour (Architektur), ein geschlossener zylindrischen Raum, in dem Schrecken des Krieges durch Film erfahrbar gemacht werden. Der vierte Bereich dient dem Gedenken an die Opfer und der Entwicklung der deutsch-französischen Freundschaft.

## Sonstiges
Schon 1921 wurde der von Schützengräben durchzogene Gipfel unter Denkmalschutz gestellt. Im Oktober 1932 weihte Präsident Albert Lebrun eine monumentale Gedenkstätte mit einem vergoldeten 'Altar des Vaterlands' ein.